# Weiyuan, Dingxi
Weiyuan är ett härad i Dingxi stad på prefekturnivå i nordvästra Kina.
Weifloden har sina källor i häradet och ortens namn betyder ordagrant Weiflodens källa.

## Administrativ indelning
Weiyuan är indelat i tolv köpingar och fyra socknar.
Köpingar (zhen):

- Beizhai (北寨镇)
- Huichuan (会川镇)
- Lianfeng (莲峰镇)
- Luyuan (路园镇)
- Majiaji (麻家集镇)
- Qiaoyu (锹峪镇)
- Qijiamiao (祁家庙镇)
- Qingping (庆坪镇)
- Qingyuan (清源镇)
- Shangwan (上湾镇)
- Wuzhu (五竹镇)
- Xinzhai (新寨镇)

Socknar (xiang):

- Da'an (大安乡)
- Qinqi (秦祁乡)
- Tianjiahe (田家河乡)
- Xiacheng (峡城乡)